# Кристю Євтимов
Кристю Євтимов (болг. Кръстю Стоянов Евтимов; 1921, Козлодуй) — болгарський дипломат. Генеральний консул Болгарії в Києві (1971—1974). Надзвичайний і Повноважний Посол Болгарії в Монголії (1979—1986).

## Життєпис
Народився у 1921 році в Козлодуї. Закінчив юридичний факультет Софійського університету святого Климента Охридського.
У 1971—1974 рр. — Генеральний консул Болгарії в Києві.
У 1979—1986 рр. — Надзвичайний і Повноважний Посол Болгарії в Монголії